# Борщівник пухнастий
Борщівни́к пухна́стий (Heracleum pubescens) — дво- або багаторічна рослина родини окружкових. Ендемік України, занесений до національної Червоної книги та Європейського Червоного списку. Ефіроолійна, протиерозійна та декоративна рослина.

## Опис
Трав'яниста рослина заввишки 60-80 (зрідка до 125) см, що зростає у вигляді пірамідальних куртин; гемікриптофіт. Коренева система стрижневого типу, з потужним каудексом. Стебла прямостоячі, потужні, запушені, глибоко борозенчасті. Листки завдовжки до 60 см, трійчасті або пірчасті, складені з 2-3 пар бічних яйцеподібних, пірчастонадрізаних сегментів, по краю нерівномірно-зубчастих, до верхівки коротко загострених. Верхній бік листків голий, нижній — дрібно запушений сірими волосками. Нижні листки розташовані на коротких черешках, верхні — дрібніші, сидячі.
Суцвіття — складний зонтик завширшки 10-15 см, він складається з 18-20 відстовбурчено запушених променів, кожен з яких несе один простий зонтик. Обгортка суцвіття відсутня, а обгорточки малолисті. Квітки численні, дрібні, білі. Пелюстки оберненосерцеподібні, причому в крайніх квіток суцвіття вони більші, ніж у центральних. Зав'язь м'яко відстовбурчено запушена. Плід — широко оберненояйцеподібна двосім'янка, тонковолосиста або гола, 13-14 см завдовжки та 8-10 см завширшки.
Квітне у червні-серпні протягом 17-23 днів, плодоносить у липні-вересні. Розмножується насінням.

## Екологія та поширення
Рослина теплолюбна, помірно посухостійка, дуже тіньовитривала. Звичними біотопами борщівника пухнастого є діброви та грабинникові ліси, де він трапляється у складі союзу Carpinio orientalis — Quercion pubescentis.
Вид розмножується насінням. Квітне у липні-серпні. Плодоносить у серпні-вересні.
Цей вид вважається вузьким ендеміком України, оскільки поширений виключно на Південному узбережжі Кримського півострова. Усі нечисленні популяції борщівника пухнастого знайдені на Нікітському хребті та на околицях Нікітського ботанічного саду. Існують припущення, що ця рослина може зростати на Кавказі, більш того, деякі дослідники висловлюють думку, що саме на Кавказі знаходиться первинний ареал виду, а кримські популяції походять від інтродукованих особин.

## Значення і статус виду
Загальний стан популяцій цього виду незадовільний. Крім того, що осередки зростання нечисленні, самі популяції складаються з незначної кількості особин, які зростають на деякій віддалі одна від одної. Досліди в Нікітському ботанічному саду показали, що в посушливому кліматі популяції борщівника пухнастого не відтворюються у повному обсязі. Отже, головними загрозами виду є природні чинники: вузький ареал та еколого-ценотична амплітуда, можливо, низька конкурентна здатність виду.
Для збільшення чисельності виду необхідно запобігати збиранню рослин, в тому числі з науковою метою. Дієвими засобами охорони можуть стати спостереження за осередками зростання у природному середовищі та вирощування у культурі (успішні спроби культивування відомі з 1875 року). Завдяки потужній кореневій системі борщівник пухнастий здатен скріплювати часточки ґрунту, запобігаючи його зсувам, його можна застосовувати для прикрашення тінистих куточків саду.

## Систематика
Таксономічний статус виду остаточно не встановлений, європейські систематики схильні розглядати його як підвид борщівника Монтегацці. Для таксона наводять такі синоніми:
| - Heracleum caucasicum Steven - Heracleum gummiferum Willd. - Heracleum panaces Steven - Heracleum speciosum Ledeb. | - Heracleum speciosum Hoffm. ex Link - Heracleum wilhelmsii Fisch. & C.A.Mey. - Selinum wilhelmsii E.H.L.Krause - Sphondylium pubescens Hoffm. |